# Natal Railway
| Der Bahnhof von Point auf einem Foto von ungefähr 1869. Davor die Lokomotive Natal mit dem Personenwagen. |                      |                     |                     |
| Verlauf der Natal Railway auf einer Karte von 2016                                                        |                      |                     |                     |
| Streckenlänge:                                                                                            | 10 km                |                     |                     |
| Spurweite:                                                                                                | 1435 mm (Normalspur) |                     |                     |
| Maximale Neigung:                                                                                         | 5,4 ‰                |                     |                     |
| |                      |                     |                     |
| \| \| \| Umgeni Steinbrüche \| \| \| \| Durban Stadtzentrum \| \| \| \| Point Hafen \|                    |                      |                     |                     |
| Kopfbahnhof Streckenanfang (Strecke außer Betrieb)                                                        |                      | Umgeni Steinbrüche  | Umgeni Steinbrüche  |
| Bahnhof (Strecke außer Betrieb)                                                                           |                      | Durban Stadtzentrum | Durban Stadtzentrum |
| Kopfbahnhof Streckenende (Strecke außer Betrieb)                                                          |                      | Point Hafen         | Point Hafen         |

Die Natal Railway Company war eine im Januar 1859 gegründete Eisenbahngesellschaft in der damaligen britischen Kolonie Natal. Sie baute und betrieb die eine Bahnverbindung zwischen dem Stadtzentrum von Durban und den Schiffsanlegestellen an einer The Point genannten Landzunge in der Bucht von Durban. Die Strecke war etwa 3 km lang und gilt als erste öffentliche Eisenbahn im heutigen Südafrika. Sie wurde 1867 bis zum Umgeni River verlängert. Die in finanzielle Schwierigkeiten geratene Gesellschaft wurde am 1. Januar 1877 von den Natal Government Railways übernommen.

## Oberbau

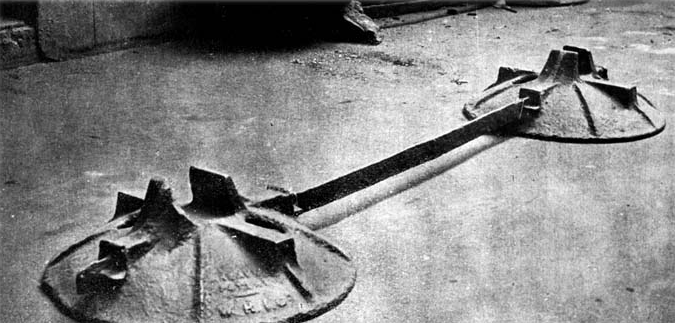
"Pfannendeckel"-Schwellen der Natal Railway

Die Bahn wurde in Normalspur angelegt. Der Oberbau bestand aus den damals in England üblichen Bull-Head-Schienen – einer Art Doppelkopfschiene, bei welcher der auf der Unterseite liegende Schienenkopf abgeflacht ist, und Potlid-Schwellen "Pfannendeckel-Schwellen", bei welchen die Schienenstühle auf großen Tellern angebracht waren, die mit einer Spurstange verbunden waren. Die Teller sollten die Auflagefläche auf dem Untergrund vergrößern und verhindern, dass das Gleis in den sandigen Baugrund einsinkt.

## Rollmaterial

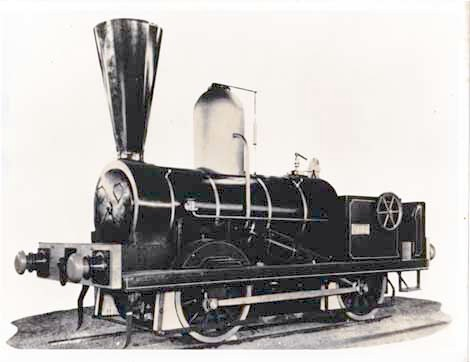
Lokomotive Natal

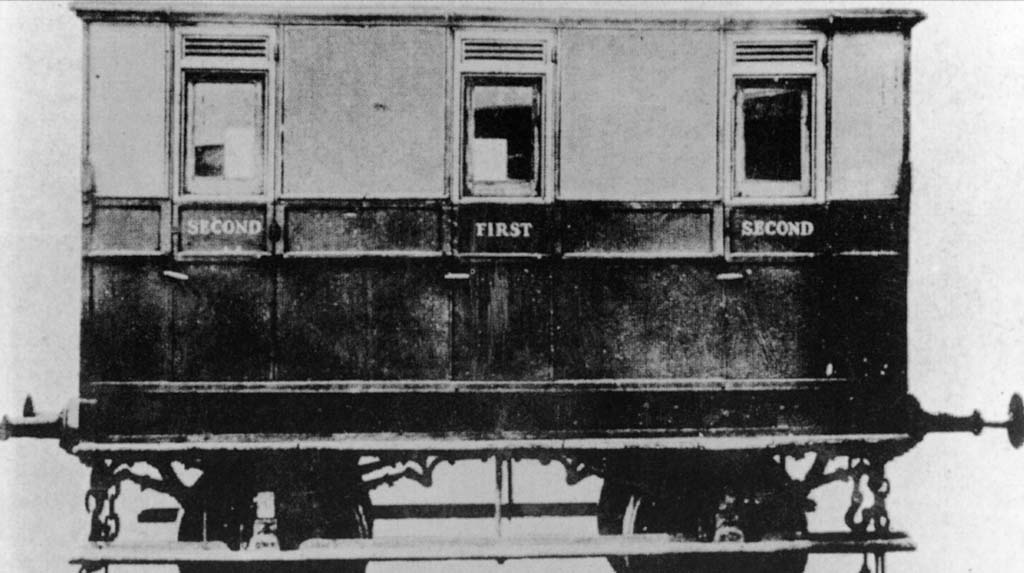
Der erste Personenwagen der Natal Railway. Er bot in drei Abteilen insgesamt 30 Personen Platz.

Die Bahn besaß zwei Kranwagen, sechs zweiachsige Güterwagen und ein Personenwagen. Der Personenwagen hatte drei Abteile. Das 1.-Klass-Abteil war in der Mitte angeordnet und bot zehn Sitzplätze auf Korbstühlen, die auf einem Teppichboden standen. Die beiden 2.-Klass-Abteile boten zusammen 20 Reisenden Platz.
Die erste Lokomotive mit dem Namen Natal traf per Schiff im Mai 1860 ein und wurde vor Ort zusammengebaut. Eine erste Probefahrt fand am 23. Juni statt, bei der die Lokomotive fünf Güterwagen mit Maschinen für eine Zuckerfabrik und einige Reisende beförderte. Die offizielle Eröffnung der Strecke fand am 26. Juni 1860 statt.
1865 wurde eine zweite Lokomotive mit dem Namen Durban geliefert. 1874 wurde die Strecke um etwa sieben Kilometer nach Norden verlängert, wo sie die Steinbrüche am  Fluss Umgeni erreichte. Wegen des dadurch vergrößerten Verkehrsaufkommens wurde eine dritte Lokomotive beschafft, die Perseverance, welche die letzte für Südafrika gebaute Normalspurlokomotive war.
Diese Lokomotive hatte keine lange Lebensdauer, denn schon 1876 wurde die Bahn, die von Anfang an mit wirtschaftlichen Problemen gekämpft hatte, von der Regierung übernommen und der Betrieb am 1. Juli dieses Jahres vorübergehend eingestellt. Um einen späteren Anschluss an die Kapkolonie nicht zu gefährden, entschied man sich auch in Natal für den Übergang zur Kapspur. Die Strecke wurde entsprechend umgebaut und zum Ausgangspunkt der Natal Government Railways. 
Der damalige Bahnhof Durban befand sich etwa einen Kilometer südlich des heutigen Hauptbahnhofs. Er behielt seine Lage bis 1893. Die Strecke zum Point wurde 1936 stillgelegt, und ihre Trasse ist wegen der urbanen Überbauung nur noch am Verlauf einiger Straßen erahnbar. Am Point erinnert die Old Station Road an die dortige Endstation.
Die Lokomotive Natal ist erhalten geblieben und steht als Denkmal im Hauptbahnhof von Durban.